# ジェシー!
『ジェシー!』（原題：Jessie）は、アメリカ合衆国のディズニーチャンネルで放送されているテレビドラマ。アメリカでは、2011年9月30日よりシーズン1の放送が開始されている。日本では2012年3月24日よりDlifeで放送、2012年7月28日よりディズニーチャンネルで放送中。2015年10月16日、米国にて最終エピソードが放送された。
日本で2017年1月から、ルーク以外の子供たち、エマ、ズーリ、ラビが出演する続編かつスピンオフドラマ『キャンプ・キキワカ』が、放送されている。

## ストーリー
テキサス出身の少女、ジェシー・プレスコットは、ニューヨーク市の裕福なロス一家のベビー・シッターとなる。ロス夫妻は仕事で忙しく、ジェシーは彼らの4人の子供たちの世話を、ロス家の執事バートラムや、一家が住むペントハウスのドアマンのトニーとともに協力してこなしていく。

## 登場人物

### メインキャラクター
ジェシー・プレスコット
演：デビー・ライアン/声:宮原永海
テキサス出身である18歳の少女。夢見がちだが機知に富んだ性格をしている。
テキサスに住む厳格な海兵隊の軍曹である父親に反発して家を飛び出し、女優を目指してニューヨーク市に来たが、ズーリに拾われロス家のベビーシッターになった。チェスターフィールドの息子ブルックスと婚約していたが、婚約破棄した。高校時代の宿敵ダーラ・シャノンとは父親の再婚が理由で、義理の姉妹になった。
エマ・ロス
演：ペイトン・リスト/声:今井麻夏
ちょっとおバカで天然な13歳の少女。ロス家の子供たちの中で唯一の実の子供で最年長。母クリスティーナの影響で、オシャレに気を使っている。キティ･クチュールというファッションブログを仲良しのロージーと共に書いている。学校ではみんなの人気者。何度か、エマの恋についてのエピソードがあり、意外に恋多き人生。本名はエマ･エヴァグリーン･ロス。
ルーク・ロス
演：キャメロン・ボイス/声:下田レイ
コンピュータゲームとダンスが好きな12歳の少年。5歳の時デトロイトからロス家に養子になった。コニーに猛アタックされている。今でもぬいぐるみのコアラのケニーと寝ている。運動神経がよい反面、勉強を苦手としており、ルーク自身は人気者の道を選んだと言っている。本名はルーク･フィルバート･ロス
ラビ・ロス
演：カラン・ブラル/声:平田真菜
10歳のインド人少年。最後にロス家に養子になった。その際、ペットのミズオオトカゲのミスター・キプリングを一緒に連れてきた。第26話ではミスター・キプリングがメスであったことが判り12個の卵も産んだため、シーズン1の終了後、ミセス・キプリングに改名した。勉強を得意とする反面、運動神経が悪く体育の授業でクラスメイトから笑われている。
ズーリ・ロス
演：スカイ・ジャクソン/声:野中藍
アフリカからロス家に養子になった7歳の少女。おしゃべりで想像力豊かで、イマジナリーフレンドや、空想上のペットがいる。ミドルネームはゼノビア。ラビ同様頭がよく、チェスの大会で準優勝した。
バートラム・ウィンクル
演：ケビン・チャンバーリン/声:遠藤純一
無愛想で面倒くさがりやなロス家の執事。4兄弟の世話についてしぶしぶジェシーの手助けをしている。下の階に住むチェスターフィールドに好かれている。昔、ボーイ・バンドを組んでいた。

### サブキャラクター
ミスター･キプリング
ラビがインドにいた時から飼っていたミズオオトカゲのペット。オスだと思われていたが、卵を産んだことからメスだと分かった。12匹の赤ちゃんトカゲを産み、彼らの名前はグプタ、スラムドッグ、クマール、ラビジュニア、スクーター、リッキ、ティッキ、タビ、モハンダス、パドマ、モーグリ、サンジェである。ラビに懐いていて、ラビ以外には冷たく接することが多い。
トニー
演：クリス・ガリア/声:速水秀之→梶川翔平
ロス一家が住むペントハウスのドアマンをしてる、20歳の青年。ジェシーに好意を抱いている。家が貧乏で頭が悪く少し天然。
モーガン・ロス
演:チャールズ・エステン/声:宮本克哉
ロス4兄弟の父親である有名な映画監督。家にほとんどいない。
クリスティーナ・ロス
演:クリスティーナ・ムーア/声:今瀬未知
モーガンの妻。元スーパーモデルで、現在は実業家として成功している。モーガン同じく家にほとんどいない。
ローダ・チェスターフィールド
演:キャロリン・ヘネシー
ロス家の住むペントハウスの管理組合長。バートラムに想いを寄せている。カサンドラという娘がいる。
アガサ
演:ジェニファー・ベール
ジェシーとロス兄弟らと対立関係にある、傲慢なベビー・シッター。イギリス出身。アンジェラという双子の妹がいる。
スチューワート・ウーテン
演:JJ・トーラー
ズーリに片想いしているが、全く相手にされていない。彼のベビーシッターのハドソンといつも一緒にいる。
ピーティー巡査
演:ジョーイ・リクター
ジェシーの友達で、警察官の仕事をする傍ら、劇団で即興劇をしている。
ロージー
演:ケリー・ゴールド
エマの親友で、一度エマを仲間外れにしたが、すぐに仲直りした。今は親友。
ブーマー
演:ロンバルド・ボイヤー
エマのバイト先のオーナーで、コニーのおじさん。
ブルックス
演:ピアソン・フォード
チェスターフィールドの息子。ジェシーと婚約していたが、仕事の都合でアフリカへいくため、婚約破棄した。
ダーラ・シャノン
演:モリー・ブルネット
ジェシーの高校時代の宿敵。彼女の母親とジェシーの父親の再婚により、ジェシーとは義理の姉妹になった。格安航空会社のCAとして働いている。

### ゲスト出演者
- シエラ・マコーミック：コニー・トンプソン役（第8話、第23話、第63話）
- メシャック・テイラー：グリム役（第27話）
- クリス・ボッシュ：本人役（第34話）
- マイア・ミッチェル：シェイリー・マイケルズ役（第36話、第78話）
- ロバート・ピカード：シリル役（第39話）
- キャサリン・マクナマラ：ブリン役（第41話）
- アダム・サンドラー：本人役（第45話）
- モリー・シャノン：シャノン大佐役（第52話）
- ギャレット・クレイトン：アール役（第56話）
- ロジャー・バート：フィル役（第60話）
- ステファニー・スコット：メイベル役（第61話）
- G・ハネリウス：マッケンジー役（第63話）
- ジリアン・ローズ・リード：アビー役（第64話）
- ミシェル・オバマ：本人役（第65話）
- マット・シヴリー：ハドソン役（第67話、第84話、第85話）
- ジョン・ルービンスタイン：アイヴァン役（第70話）
- クリス・ボッシュ：本人役（第84話）
- フィル・ルイス：モーズビー役（第83話）
- フランチェスカ・カパルディ：マデリン役（第86話）
- メガン・ジェット・マーティン：デルフィナ/キム役（第89話）
- ザ・ヴァンプス：本人役（第92話）

## エピソード
| シーズン | エピソード数 | 米国放送日    | 米国放送日     |
| シーズン | エピソード数 | 初回放送日    | 最終放送日     |
| -------- | ------------ | ------------- | -------------- |
| 1        | 26           | 2011年9月30日 | 2012年9月7日   |
| 2        | 26           | 2012年10月5日 | 2013年9月13日  |
| 3        | 26           | 2013年10月5日 | 2014年11月28日 |
| 4        | 20           | 2015年1月9日  | 2015年10月16日 |

### シーズン1
| #  | タイトル                                                  | プロダクションコード | 全米初放送日   | 日本ディズニーチャンネル放送日 |
| -- | --------------------------------------------------------- | -------------------- | -------------- | ------------------------------ |
| 1  | ジェシーが来た! New York, New Nanny                       | 101                  | 2011年9月30日  | 2012年7月28日                  |
| 2  | ペットは親友 The Talented Mr. Kipling                     | 103                  | 2011年10月7日  | 2012年9月24日                  |
| 3  | カルマをどうする? Used Karma                              | 102                  | 2011年10月14日 | 2012年10月1日                  |
| 4  | 相棒はだれだ? Zombie Tea Party 5                          | 104                  | 2011年10月21日 | 2012年10月8日                  |
| 5  | ジェシーの休日 One Day Wonders                            | 105                  | 2011年10月28日 | 2012年10月15日                 |
| 6  | ズーリのおともだち Zuri's New Old Friend                  | 107                  | 2011年11月4日  | 2012年10月22日                 |
| 7  | 恐怖のコニー Creepy Connie Comes a Callin'                | 109                  | 2011年11月18日 | 2012年10月29日                 |
| 8  | クリスマス大騒動 A Christmas Story                        | 106                  | 2011年12月9日  | 2012年12月17日                 |
| 9  | スターはつらいよ Star Wars                                | 114                  | 2012年1月6日   | 2012年11月5日                  |
| 10 | ラビの初登校 Are You Cooler Than a 5th Grader?            | 111                  | 2011年12月9日  | 2012年11月12日                 |
| 11 | 地下鉄大冒険 Take the A-Train.. I Think?                  | 110                  | 2012年1月27日  | 2012年11月19日                 |
| 12 | ティアラを取り戻せ! Romancing the Crone                   | 112                  | 2012年2月10日  | 2012年11月26日                 |
| 13 | 恋のライバル The Princess and the Pea Brain               | 113                  | 2012年2月24日  | 2012年12月10日                 |
| 14 | 公園の支配者 World Wide Web of Lies                       | 108                  | 2012年3月9日   | 2013年1月7日                   |
| 15 | バートラムの部屋の謎 The Kid Whisperer                    | 115                  | 2012年3月30日  | 2013年1月14日                  |
| 16 | 犯人は誰だ!? Glue Dunnit: A Sticky Situation              | 118                  | [012年4月13日  | 2013年1月21日                  |
| 17 | 学校の人気者の正体 Badfellas                              | 120                  | 2012年4月27日  | 2013年1月28日                  |
| 18 | 美少女コンテストの行方 Beauty & the Beasts                | 122                  | 2012年5月4日   | 2013年3月17日                  |
| 19 | アガサとアンジェラ Evil Times Two                         | 116                  | 2012年5月11日  | 2013年3月24日                  |
| 20 | 今度こそデート成功！？ Tempest in a Teacup                | 119                  | 2012年6月8日   | 2013年3月31日                  |
| 21 | 恐怖克服法 A Doll's Outhouse                              | 121                  | 2012年6月22日  | 2013年4月7日                   |
| 22 | モンスターの島 We Are So Grounded                         | 124                  | 2012年7月13日  | 2013年3月16日                  |
| 23 | 恐怖のコニー再び! Creepy Connie's Curtain Call            | 123                  | 2012年7月26日  | 2013年4月14日                  |
| 24 | ついにデビュー!? Cattle Calls & Scary Walls               | 126                  | 2012年8月10日  | 2013年4月28日                  |
| 25 | 楽しいウェルカムデー Gotcha Day                           | 117                  | 2012年8月24日  |                                |
| 26 | ミスター・キプリングの秘密 The Secret Life of Mr. Kipling | 125                  | 2012年9月7日   |                                |

### シーズン2
| #      | タイトル                                                            | プロダクションコード | 全米初放送日   |
| ------ | ------------------------------------------------------------------- | -------------------- | -------------- |
| 1(27)  | 恐怖のハロウィーン The Whining                                      | 201                  | 2012年10月5日  |
| 2(28)  | 赤ちゃんトカゲ大騒動 Green-Eyed Monsters                            | 202                  | 2012年10月26日 |
| 3(29)  | 友達作りはいばらの道 Make New Friends But Hide the Old              | 203                  | 2012年11月2日  |
| 4(30)  | 101匹トカゲちゃん 101 Lizards                                       | 205                  | 2012年11月9日  |
| 5(31)  | ママのファッションショー Trashin' Fashion                           | 204                  | 2012年11月30日 |
| 6(32)  | マイアミで歌手デビュー！？ Austin & Jessie & Ally All Star New Year | 207                  | 2012年12月7日  |
| 7(33)  | プロポーズはやめて！ The Trouble with Tessie                        | 206                  | 2013年1月11日  |
| 8(34)  | 幸運の靴下 Say Yes to the Messy Dress                               | 208                  | 2013年1月18日  |
| 9(35)  | 本物の親友 Teacher's Pest                                           | 210                  | 2013年2月1日   |
| 10(36) | 夢が現実に？ Jessie's Big Break                                     | 299                  | 2013年2月15日  |
| 11(37) | 波乱のカーニバル Pain in the Rear Window                            | 209                  | 2013年3月1日   |
| 12(38) | 大切なオモチャ Toy Con                                              | 212                  | 2013年3月8日   |
| 13(39) | 魔法のベル To Be or Not to Be                                       | 211                  | 2013年4月5日   |
| 14(40) | 人生最悪の1年!? Why Do Foils Fall in Love                           | 214                  | 2013年4月19日  |
| 15(41) | 女の戦い Kids Don't Wanna Be Shunned                                | 215                  | 2013年4月26日  |
| 16(42) | パリへの切符 All The Knight Moves                                   | 219                  | 2013年5月3日   |
| 17(43) | ワッペンがほしい！ We Don't Need No Stinkin' Badges                 | 223                  | 2013年6月7日   |
| 18(44) | ウサギを探せ！ Somebunny's In Trouble                               | 221                  | 2013年6月21日  |
| 19(45) | 恋するルーク Punch Dumped Love                                      | 213                  | 2013年6月28日  |
| 20(46) | いとしのコアラ Quitting Cold Koala                                  | 218                  | 2013年7月5日   |
| 21(47) | パニックルームでパニック！ Panic Attack Room                        | 224                  | 2013年7月5日   |
| 22(48) | バートラムの誕生日 Throw Momma From The Terrace                     | 222                  | 2013年7月12日  |
| 23(49) | ジェシーネーター The Jessie-nator: Grudgement Day                   | 220                  | 2013年7月26日  |
| 24(50) | キャスターは私 Diary of a Mad Newswoman                             | 226                  | 2013年8月9日   |
| 25(51) | ２人の関係 Break-Up and Shape-Up                                    | 225                  | 2013年8月23日  |
| 26(52) | G.I.ジェシー G.I. Jessie                                            | 227-228              | 2013年9月13日  |

### シーズン3
| #      | タイトル                                                                  | プロダクションコード | 全米初放送日   |
| ------ | ------------------------------------------------------------------------- | -------------------- | -------------- |
| 1(53)  | ハロウィーンの悪霊退治 Ghost Bummers                                      | 301                  | 2013年10月5日  |
| 2(54)  | ジェシーはハンドモデル Caught Purple Handed                               | 302                  | 2013年10月11日 |
| 3(55)  | 大女優への道 Understudied & Overdone                                      | 303                  | 2013年10月18日 |
| 4(56)  | デートはゴミの味 The Blind Date; The Cheapskate and the Primate           | 305                  | 2013年11月1日  |
| 5(57)  | ママをたずねて Lizard Scales and Wrestling Tales                          | 304                  | 2013年11月15日 |
| 6(58)  | ロス家は人気者 The Rosses Get Real                                        | 307                  | 2013年11月22日 |
| 7(59)  | ニューヨークのクリスマス Good Luck Jessie NYC Christmas                   | 306                  | 2013年11月29日 |
| 8(60)  | ダンサーになろう！ Krumping and Crushing                                  | 309                  | 2014年1月10日  |
| 9(61)  | 自分らしくあれ Hoedown Showdown                                           | 308                  | 2014年2月21日  |
| 10(62) | お嬢様はモンスター Snack Attack                                           | 310                  | 2014年3月7日   |
| 11(63) | 帰ってきた恐怖のコニー Creepy Connie 3: The Creepening                    | 311                  | 2014年4月11日  |
| 12(64) | 迷惑な片想い Acting with the Frenemy                                      | 312                  | 2014年4月27日  |
| 13(65) | ホワイトハウスからの訪問者 From the White House to Our House              | 319                  | 2014年5月16日  |
| 14(66) | リーダーはエマ Help Not Wanted                                            | 313                  | 2014年6月13日  |
| 15(67) | 無責任なベビーシッター Where's Zuri?                                      | 317                  | 2014年6月20日  |
| 16(68) | 朝は大忙し Morning Rush                                                   | 314                  | 2014年6月27日  |
| 17(69) | 映画監督ジェシー Lights, Camera, Distraction!                             | 315                  | 2014年7月11日  |
| 18(70) | 夢の宇宙旅行 Spaced Out                                                   | 318                  | 2014年7月25日  |
| 19(71) | 嘘の代償 The Talltale Duck                                                | 316                  | 2014年8月8日   |
| 20(72) | しゃべるコーヒーメーカー Coffee Talk                                      | 327                  | 2014年8月22日  |
| 21(73) | 愛はお金に勝る！？ Between the Swoon and New York City                    | 323                  | 2014年9月19日  |
| 22(74) | 真実の愛 No Money, Mo' Problems                                           | 324                  | 2014年9月26日  |
| 23(75) | 理想の人はどこに？ The Runaway Bride of Frankenstein                      | 325                  | 2014年10月2日  |
| 24(76) | 涙の結婚式 There Goes the Bride                                           | 326                  | 2014年10月10日 |
| 23(77) | 目指せ！クイズ王 Rides to Riches                                          | 320                  | 2014年11月21日 |
| 24(78) | ジェシー！アロハなクリスマス Jessie's Aloha-holidays with Parker and Joey | 321-322              | 2014年11月28日 |

なお、2014年10月10日にディズニーXDで放送されたアニメ『アルティメット・スパイダーマン ウェブウォリアーズ』73話"モーガン・ル・フェイとの対決"は『ジェシー!』とのクロスオーバーエピソードであり、アニメーション化されたジェシーとロス4兄弟、ミセス・キプリングがゲスト出演した。日本では2015年8月25日にテレビ東京系で放送された。

### シーズン4
| #      | タイトル                                        | プロダクションコード | 全米初放送日   |
| ------ | ----------------------------------------------- | -------------------- | -------------- |
| 1(79)  | いざアフリカへ But Africa Is So... Fari         | 402                  | 2015年1月9日   |
| 2(80)  | 大人の階段 A Close Shave                        | 401                  | 2015年1月16日  |
| 3(81)  | ロス家が破産！？ Four Broke Kids                | 410                  | 2015年2月6日   |
| 4(82)  | 白いクジラとスコービー Moby and SCOBY           | 404                  | 2015年2月20日  |
| 5(83)  | 反抗期は突然に Karate kid-tastrophe             | 403                  | 2015年3月27日  |
| 6(84)  | シュートを決めろ Basket Cases                   | 405                  | 2015年3月28日  |
| 7(85)  | 停電の日の過ごし方 Capture the Nag              | 409                  | 2015年4月7日   |
| 8(86)  | 狙われたロス家 What a Steal                     | 413                  | 2015年4月17日  |
| 9(87)  | 憧れの運転免許 Driving Miss Crazy               | 408                  | 2015年4月24日  |
| 10(88) | 家出したバートラム Bye Bye Bertie               | 407                  | 2015年5月15日  |
| 11(89) | いざ大海原へ パート１ Rossed at Sea Part 1      | 414                  | 2015年6月5日   |
| 12(90) | いざ大海原へ パート２ Rossed at Sea Part 2      | 415                  | 2015年6月6日   |
| 13(91) | いざ大海原へ パート３ Rossed at Sea Part 3      | 416                  | 2015年6月7日   |
| 14(92) | ダンスの相手は誰？ Dance, Dance, Resolution     | 412                  | 2015年7月10日  |
| 15(93) | ピカピカの再結成 Someone Has Tou-pay            | 406                  | 2015年7月24日  |
| 16(94) | なりすましにご用心 Identity Thieves             | 417                  | 2015年9月11日  |
| 17(95) | ミュージカルに挑戦 Katch Kipling                | 418                  | 2015年9月18日  |
| 18(96) | 幽霊からの招待状 The Ghostest with the Monsters | 411                  | 2015年10月2日  |
| 19(97) | 世界の終わり The Fear In The Stars              | 419                  | 2015年10月9日  |
| 20(98) | 新しい人生の始まり Jessie Goes to Hollywood     | 420                  | 2015年10月16日 |